# Lufcik

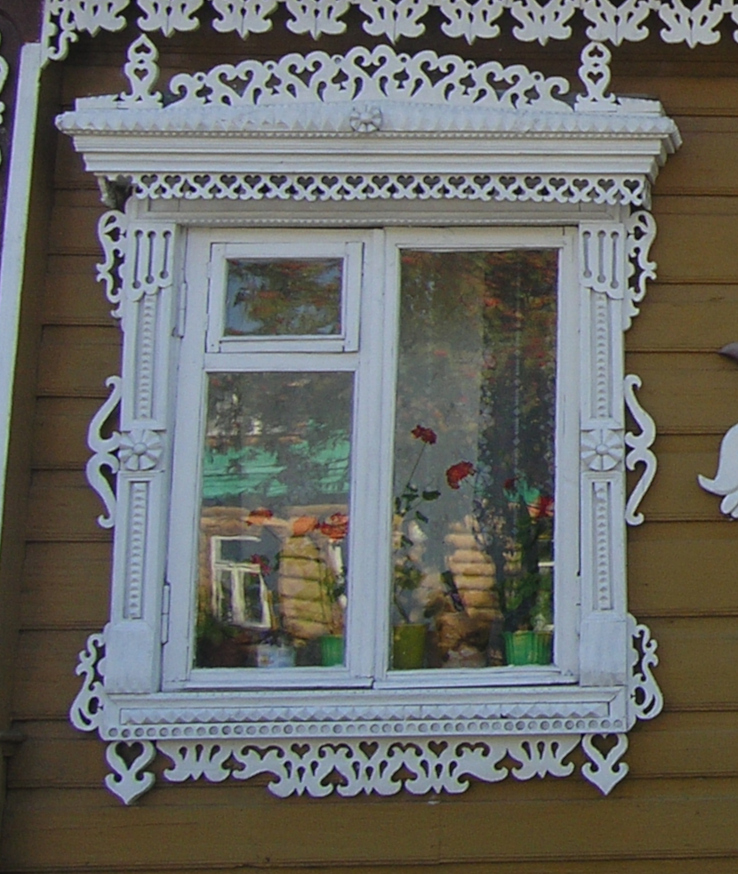
Okno z lufcikiem.

Lufcik – niewielka część skrzydła okiennego, dająca się oddzielnie otwierać.